# Flaga Bahamów
Flaga Bahamów – jeden z symboli państwowych Bahamów. Została wprowadzona w 1973 roku i zastąpiła Blue Ensign z dawnym herbem Bahamów jako kolonii brytyjskiej. Jej wybór był wynikiem konkursu, powstała w wyniku fuzji kilku propozycji.

## Wygląd i symbolika
Kolor żółty (złoty) środkowego pasa odwołuje się do piasku i innych zasobów naturalnych Bahamów, turkusowy jest symbolem wód otaczających wyspy, a czarny trójkąt reprezentuje ludzi i ich siłę.

## Historyczne wersje flagi

Flaga Bahamów (1869–1904).
Flaga Bahamów (1904–1923).
Flaga Bahamów (1923–1953).
Flaga Bahamów (1953–1964).
Bandera Bahamów (1953–1964).
Flaga Bahamów (1964–1973).
Bandera Bahamów (1964–1973).